# Rémi Wallard
Rémi Wallard (* 10. September 1984 in Bully-les-Mines) ist ein ehemaliger französischer Leichtathlet, der sich auf den Sprint spezialisiert hatte. Seinen größten Erfolg feierte er mit dem Gewinn der Goldmedaille über 4-mal 400 Meter bei den Halleneuropameisterschaften 2005 in Madrid.

## Sportliche Laufbahn
Erste internationale Erfahrungen sammelte Rémi Wallard im Jahr 2003, als er bei den Junioreneuropameisterschaften in Tampere mit der französischen 4-mal-400-Meter-Staffel in 3:11,82 min den fünften Platz belegte. Im Jahr darauf verpasste er mit der Staffel bei den Hallenweltmeisterschaften in Valencia mit 3:10,00 min den Finaleinzug und 2006 siegte er in 3:07,90 min gemeinsam mit Richard Maunier, Brice Panel und Marc Raquil bei den Halleneuropameisterschaften in Madrid. Zudem schied er dort mit 47,72 s in der ersten Runde im 400-Meter-Lauf aus. Im Juli schied er bei den U23-Europameisterschaften in Erfurt mit 47,47 s in der Vorrunde über 400 Meter aus und wurde mit der Staffel im Vorlauf disqualifiziert. Er bestritt noch bis 2012 Wettkämpfe auf nationaler Ebene, ehe er seine aktive sportliche Karriere im Alter von 28 Jahren beendete.

## Persönliche Bestleistungen
- 400 Meter: 46,81 s, 4. Juli 2009 in Oordegem
  - 400 Meter (Halle): 47,14 s, 20. Februar 2005 in Liévin